# Града (зупинний пункт)
Града — пасажирський зупинний пункт Коростенської дирекції Південно-Західної залізниці, розміщений на дільниці Житомир — Фастів I між зупинними пунктами 82 км (відстань — 4 км) та Івниця (7 км). Відстань до ст. Житомир — 23 км, до ст. Фастів I — 78 км.
Розташований в однойменному селі Бердичівського району.
Відкритий в 1937 році. 2011 року дільницю, на якій розташована платформа, електрифіковано.
Станом на 1 жовтня 1941 року числився у підпорядкуванні Волосівської сільської ради Андрушівського району Житомирської області.